# Wasyl Pawluk
Wasyl Mychajłowycz Pawluk (ukr. Василь Михайлович Павлюк; ur. 1 marca 1965 w Jaremczu) – ukraiński polityk i urzędnik konsularny.

## Życiorys
Z wykształcenia aktor i ślusarz, pracował między innymi jako aktor lalkowy i dyrektor kina. Wieloletni członek nacjonalistycznej partii Swoboda. W 2006 roku z jej ramienia został wybrany do Rady Miasta Lwowa. 
Pawluk w 2009 roku domagał się wystosowania przez władze Ukrainy oficjalnej noty protestacyjnej w sprawie rozebrania nielegalnego pomnika UPA na Chryszczatej w Bieszczadach, domagając się jego odbudowy.
Wyrażał także uznanie dla UPA, w tym dla Ołeksandra Hasyna, który pełnił funkcje kierownicze podczas najintensywniejszej fazy rzezi na Wołyniu i w Galicji Wschodniej.
27 marca 2015 roku objął urząd Konsula Generalnego Ukrainy w Lublinie, zastępując na tym stanowisku Iwana Hrycaka.